# Moskovski kanal
Moskovski kanal (ruski:Канал имени Москвы) je kanal koji spaja rijeku Moskvu s glavnom prijevoznom arterijom europskog dijela Rusije - rijekom Volgom.
Nalazi se u Moskovskoj oblasti i Tverskoj oblasti, sjeverno od Moskve.
Graditelji ovog kanal su bili gulaški zatvorenici za vrijeme Staljinove vlasti.
Počinje uzvodno od brane Ivankovske vodospreme kod grada Dubne i spaja se s rijekom Moskvom na 191. kilometru od njena estuarija u Tušinu.
Duljina kanala je 128 km. 
Zahvaljujući ovom kanalu, Moskva ima pristup petorima morima, Bijelom moru, Baltičkom moru, Kaspijskom moru, Azovskom moru i Crnom moru.
Iz ovog razloga se Moskvu katkad naziva "lukom pet mora" (ruski: порт пяти морей).    

## Vanjske poveznice
|  | Zajednički poslužitelj ima još gradiva o temi Moskovski kanal |